# Ulex breoganii
Ulex breoganii là một loài thực vật có hoa trong họ Đậu. Loài này được (Castroviejo & Valdes-Bermejo) Castrovioejo & Valdes-Bermejo miêu tả khoa học đầu tiên năm 1990.